# Цицелівська сільська рада
Цицелівська сільська рада — колишня адміністративно-територіальна одиниця та орган місцевого самоврядування у Чуднівському районі Бердичівської округи, Вінницької та Житомирської областей Української РСР з адміністративним центром у селі Цицелівка.

## Населені пункти
Сільській раді на час ліквідації були підпорядковані населені пункти:
- с. Цицелівка;
- х. Шевченка.

## Історія та адміністративний устрій
Створена 4 вересня 1928 року в с. Цицелівка Красносільської сільської ради Чуднівського району Бердичівської округи.
Станом на 1 вересня 1946 року сільська рада входила до складу Баранівського району Житомирської області, на обліку в раді перебували с. Цицелівка та хутір Шевченка.
Ліквідована 11 серпня 1954 року, відповідно до указу Президії Верховної ради Української РСР «Про укрупнення сільських рад по Житомирській області», територію та населені пункти ради приєднано до складу Красносільської сільської ради Чуднівського району Житомирської області.